# Tuxenidia hermonensis
Tuxenidia hermonensis är en urinsektsart som beskrevs av Andrzej Szeptycki och Meir Broza 2004. Tuxenidia hermonensis ingår i släktet Tuxenidia och familjen lönntrevfotingar. Inga underarter finns listade i Catalogue of Life.